# GOTV
是香港電視廣播有限公司旗下電視廣播互聯網有限公司2014年1月成立的收費網路電視平台，讓觀眾可以隨時隨地透過網上「足本重溫」任何無綫電視劇集。2016年4月，隨著旗下另一個收費平台myTV SUPER正式推出，GOTV服務已經停售。2017年6月1日，GOTV和myTV停止服務。

## 參看
- 電視廣播有限公司

## 外部連結
- GOTV網站